# Rue Pastourelle
Rue Pastourelle je ulice v Paříži v historické čtvrti Marais. Nachází se ve 3. obvodu.

## Poloha
Ulice vede od křižovatky s Rue Charlot, kde navazuje na Rue de Poitou, a končí na křižovatce s Rue du Temple, kde na ni navazuje Rue des Gravilliers.

## Historie
Ulice vznikla v roce 1877 spojením části Rue des Archives, Rue d'Anjou-au-Marais a Rue Groignet. Ulice nese jméno Rogera Pastourela de Groslay, člena pařížského parlamentu v roce 1378, který měl v ulici svůj dům.

## Zajímavé objekty
- dům č. 5: Hôtel de Montauglan
- dům č. 17: Hôtel de Saban, v letech 1612–1721 jej vlastnila rodina Rousseau
- dům č. 19–21: Hôtel Le Pelletier de Souzy
- dům č. 23: v domě žil revolucionář Bérard, autor revoluční písně La Carmagnole (1793)